# Lake Palace
Der Lake Palace ist ein Palast in der Stadt Udaipur im indischen Bundesstaat Rajasthan. Er liegt auf der Insel Jag Niwas (deren Namen er ursprünglich trug) im Pichhola-See, einem von Menschenhand aufgestauten Gewässer, und ist etwa 150 Meter vom Ufer entfernt.

## Geschichte
Der im Pichhola-See gelegene Palast Jag Madir diente dem Maharana Sangram Singh II. aus der Mewar-Dynastie als Residenz. Nach einer Legende bat sein Sohn Jagat Sing II. um die Erlaubnis, den Palast als diskrete Sommerresidenz zu nutzen, was jedoch nicht genehmigt wurde. Nach dem Tode des Vaters ließ Maharana Jagat Singh II. nun in den Jahren 1743–1746 einen neuen Palast im Pichhola-See als Sommerresidenz bauen und nannte ihn nach seinem Namen Jag Niwas. Die Grundfläche ist in Form eines L gestaltet. Die zweistöckige Hauptfront des Palasts zeigt nach Osten, sodass seine Bewohner zum Sonnengott im Morgengrauen beten können.
Während des Sepoyaufstands im Jahr 1857 flohen mehrere europäische Familien auf die Insel, um Asyl zu erlangen, das ihnen von Maharana Swaroop Singh angeboten wurde. Zum Schutz der Flüchtlinge wurden die Boote der Stadt zerstört, sodass die Rebellen die Insel mit dem Palast nicht erreichen konnten.
Anfang des 20. Jahrhunderts zeigte der Lake Palace einige bauliche Mängel. Es wurde beschlossen, den Palast stellenweise zu überarbeiten und in das erste Luxushotel von Udaipur umzuwandeln. Der ursprüngliche Charakter des Gebäudes sollte jedoch erhalten bleiben. Didi Contractor, eine amerikanische Architektin, wurde als Designberaterin für das Hotelprojekt engagiert. Seit der Palast als Luxushotel von der Taj-Gruppe betrieben wird, ist er als Taj Lake Palace bekannt.

## Ausstattung
Der Palast wurde mit einer verschwenderischen Pracht ausgestattet. Die Außenfront ist überwiegend aus weißem Marmor gefertigt. Er enthält viele stilvoll einrichtete Zimmer und Hallen sowie Innenhöfe, Terrassen, Türme, Kuppeln, Pavillons, Teiche, Gärten und Brunnen. Viele Marmor-Fußböden sind mit bunten Ornamenten und Mosaiken versehen. Die Innenhöfe sind mit Palmen und Zypressen bepflanzt. Außerdem gehören zur Einrichtung des Palastes schwere Silber- und kunstvoll geschnitzte Holztüren, mehrere Säulen, kunstvolles Mobiliar, Buntglasdekor, Spiegelwände sowie Gemälde und Wandbilder. Die gesamte Ausstattung zeugt von dem luxuriösen Lebensstil der damaligen Herrscher.

## Bilder

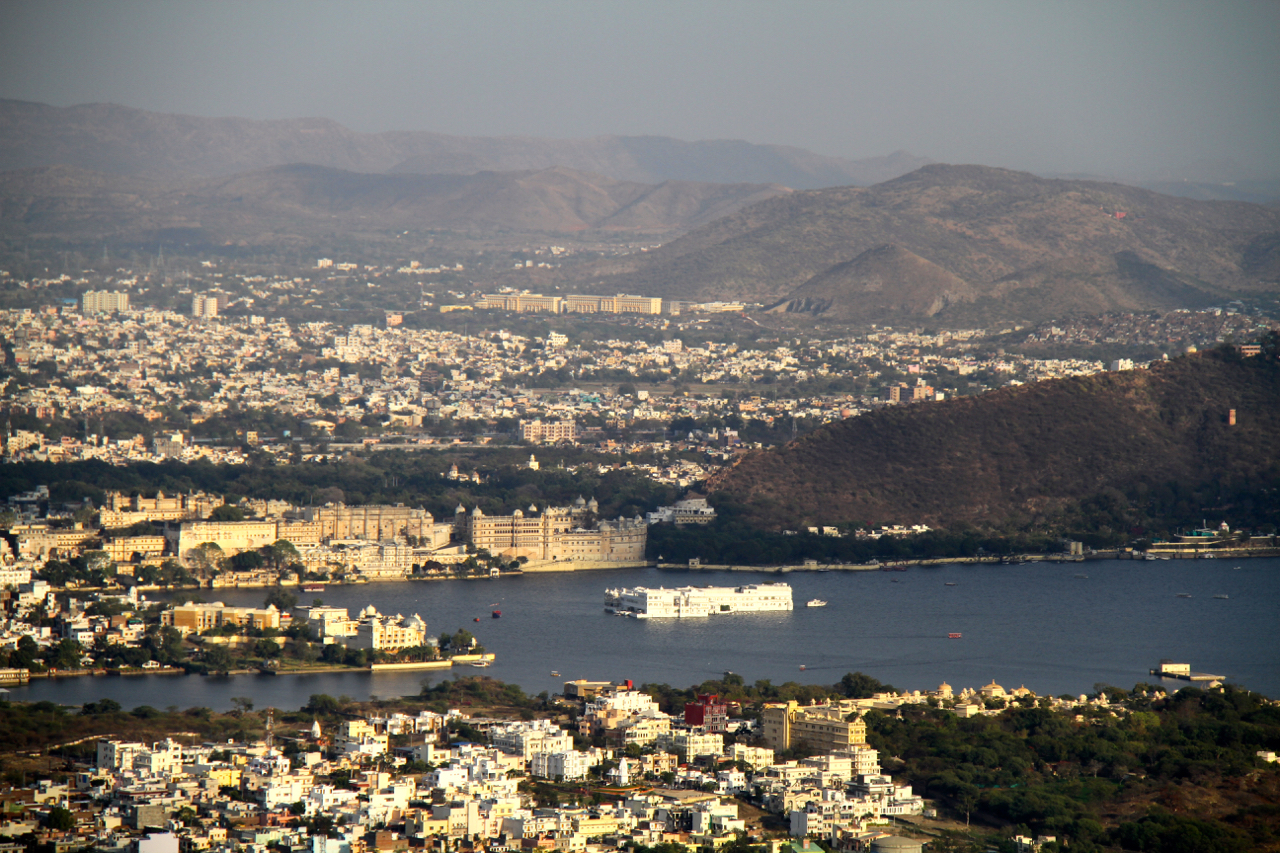
Blick auf Udaipur, das Aravalligebirge und den Lake Palace
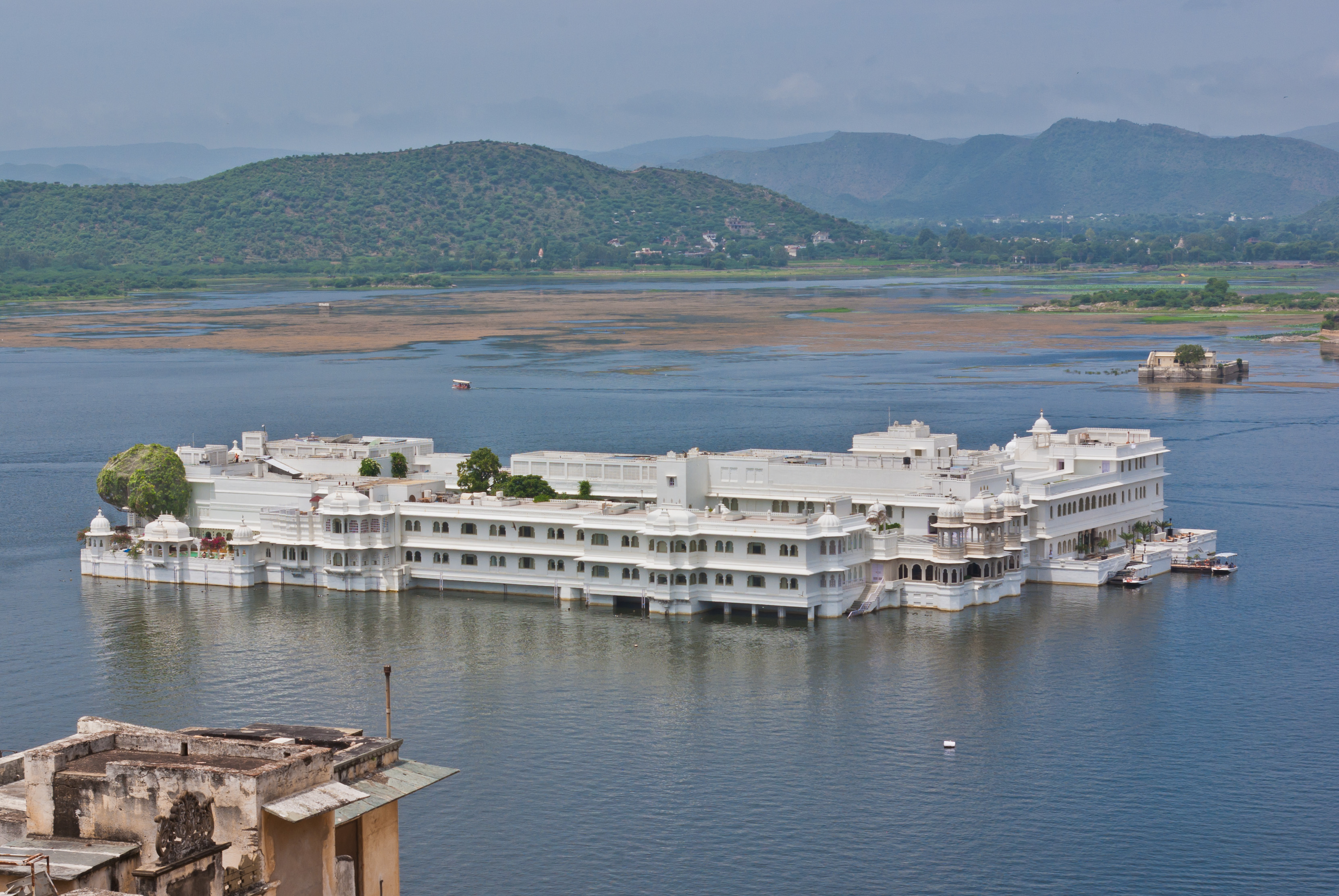
Lake Palace in L-Bauform
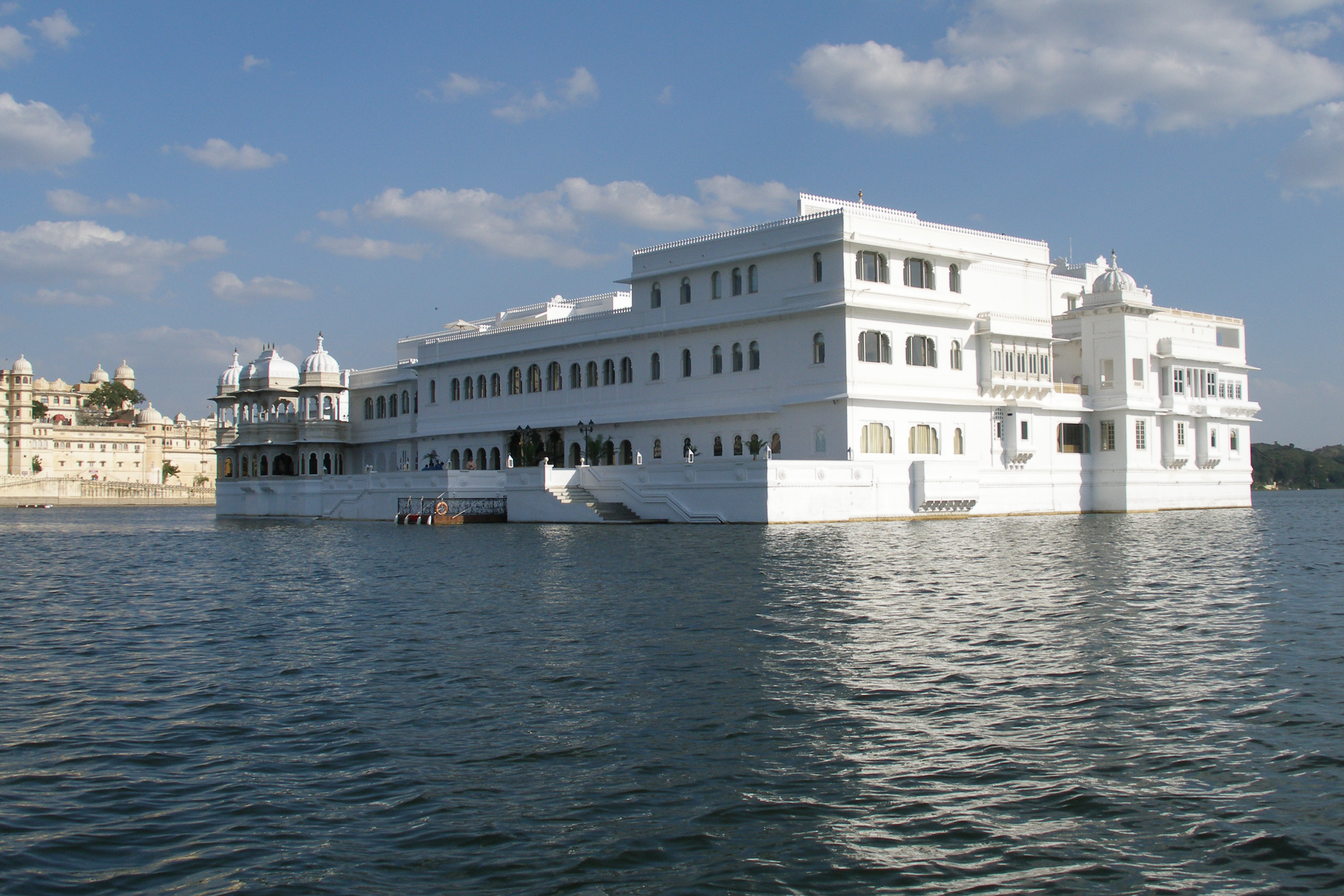
Blick Richtung Südosten
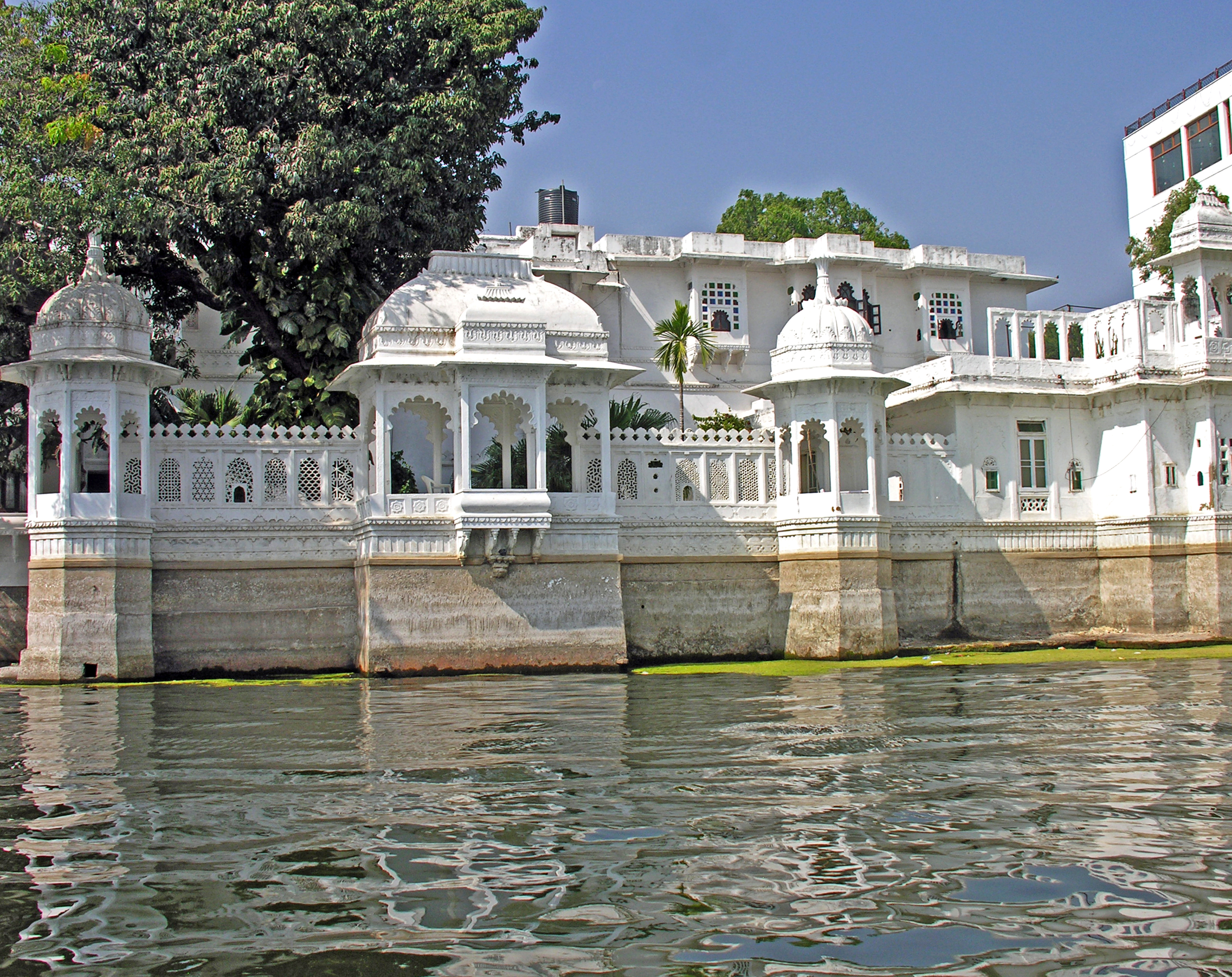
Nordflügel des Lake Palace
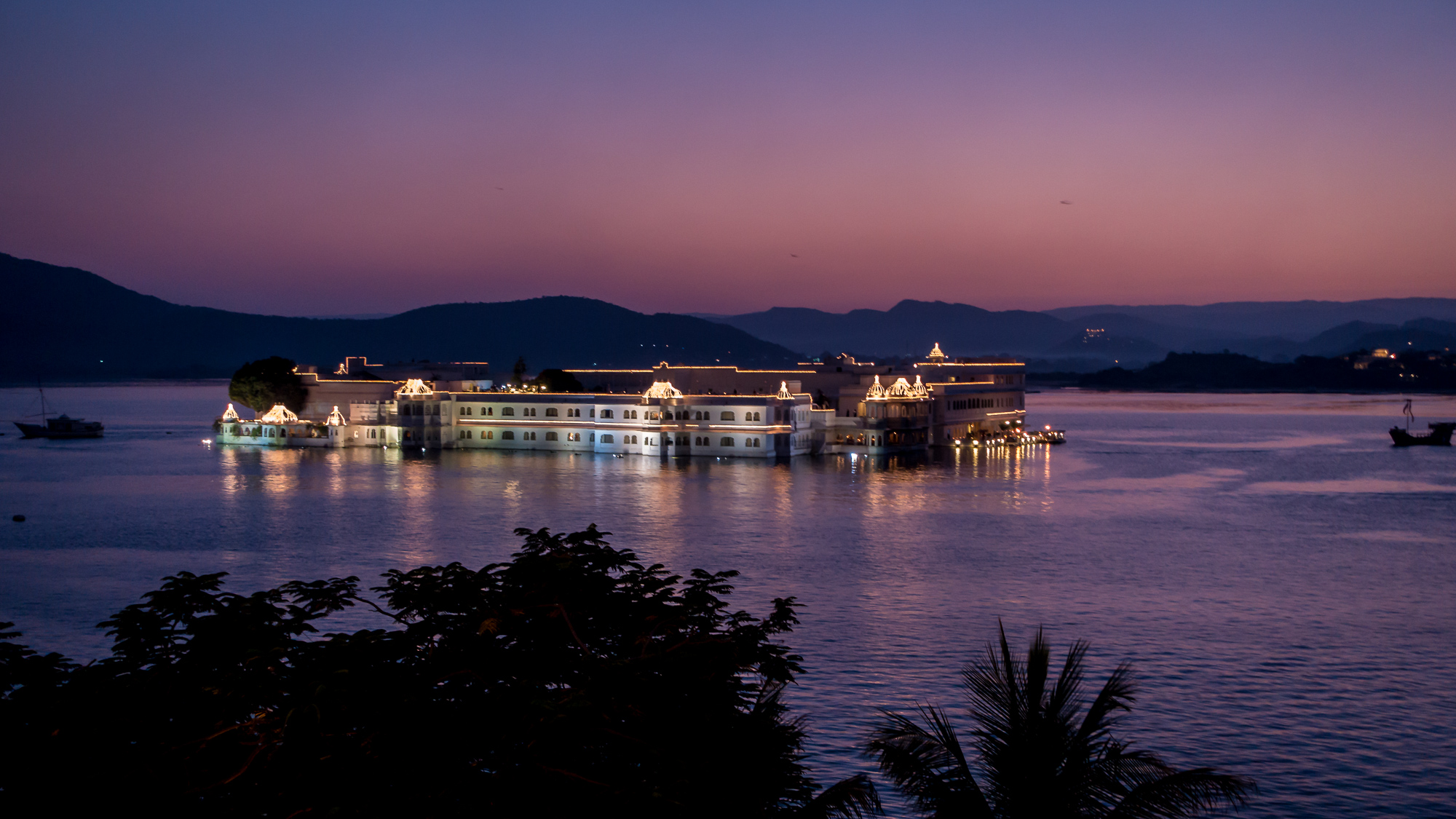
Lake Palace in der Dämmerung
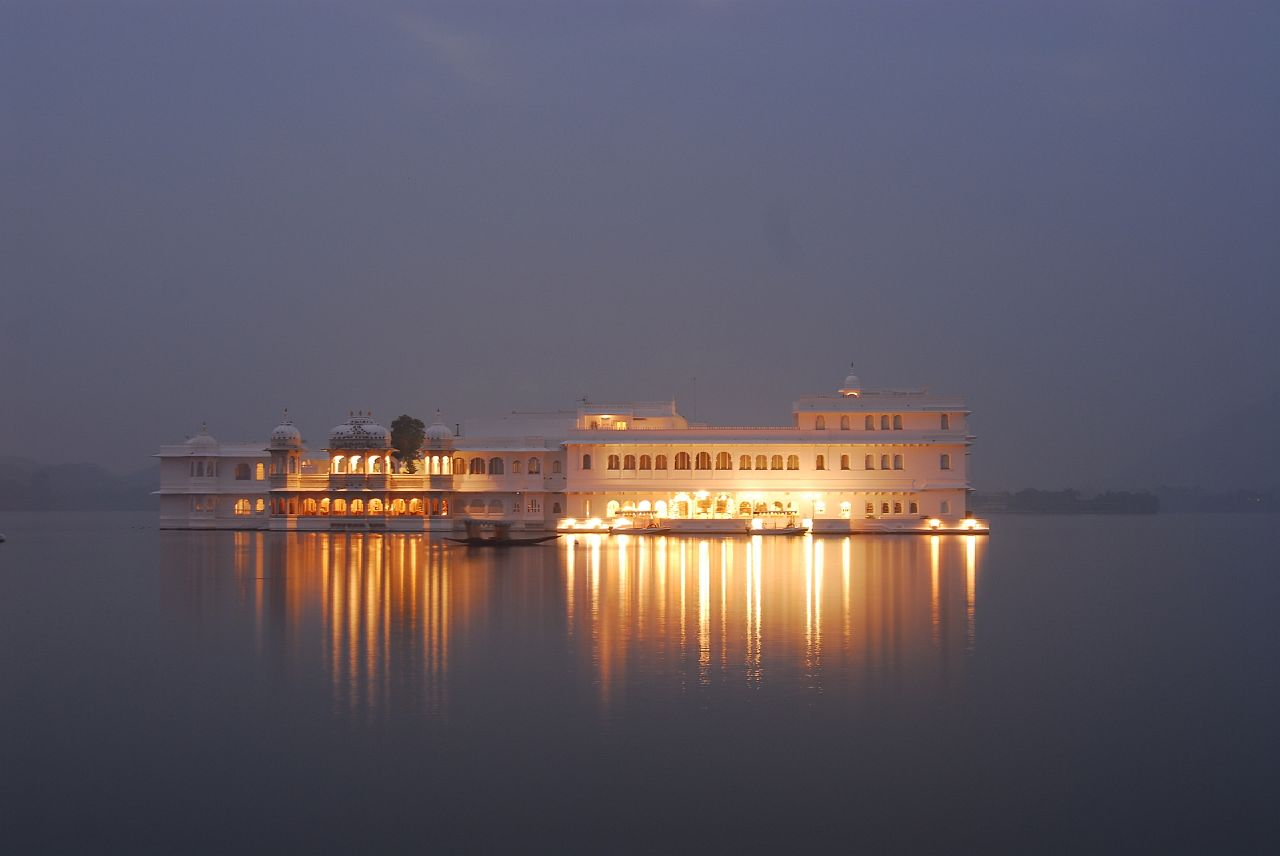
Lake Palace bei Nacht
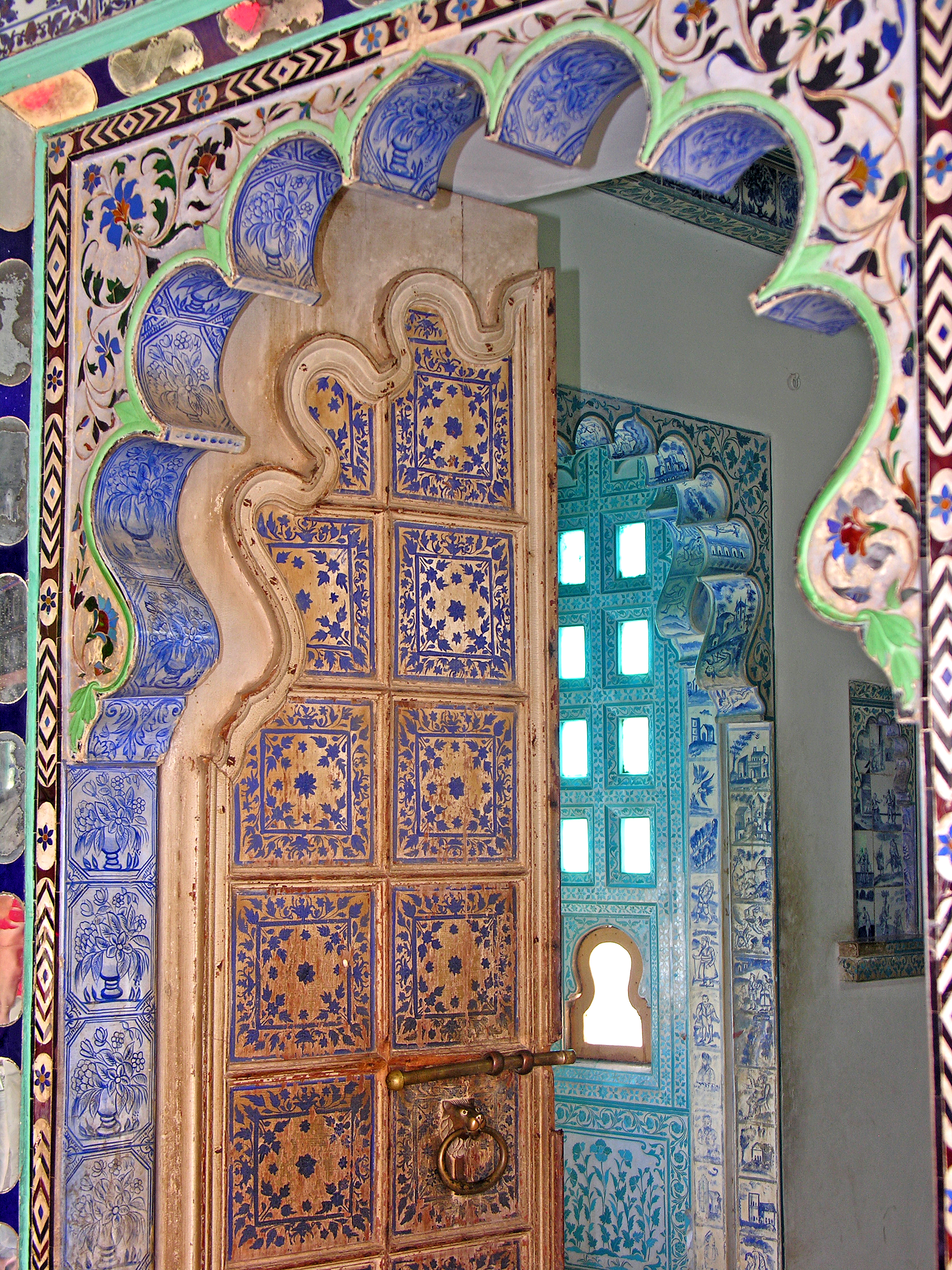
Reich verzierter Türbogen
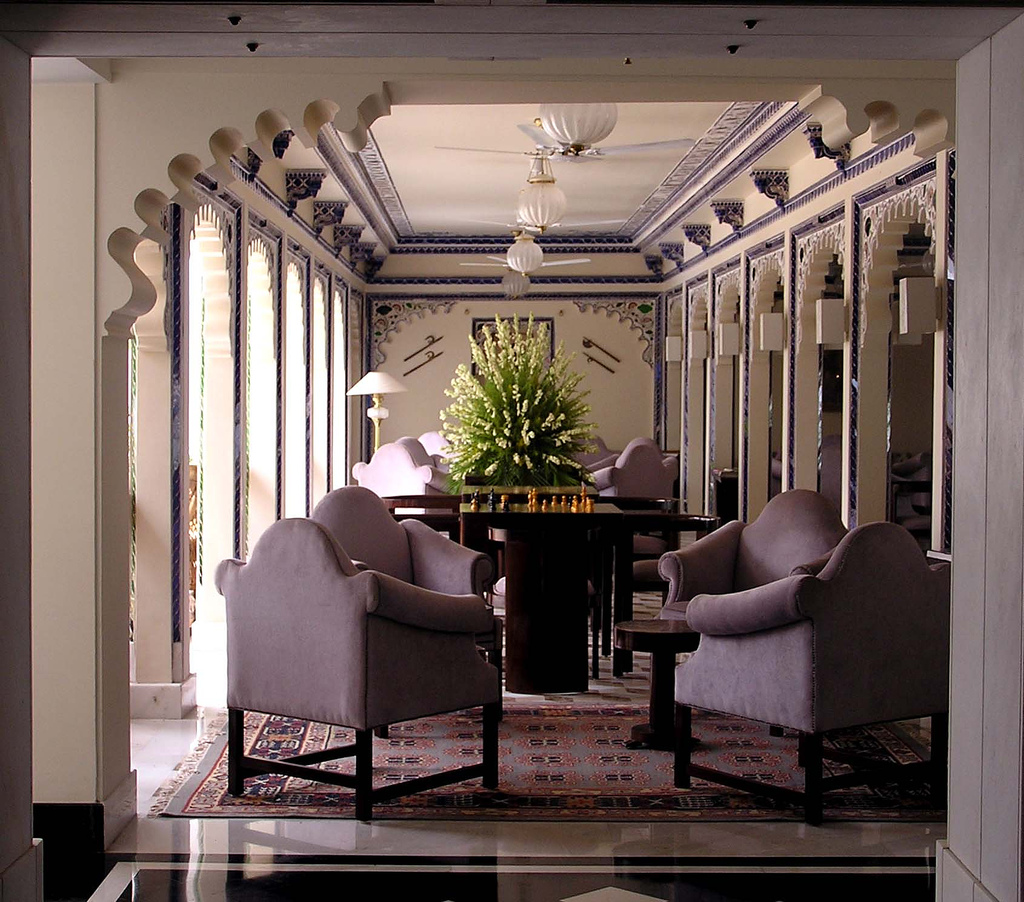
Vorhalle
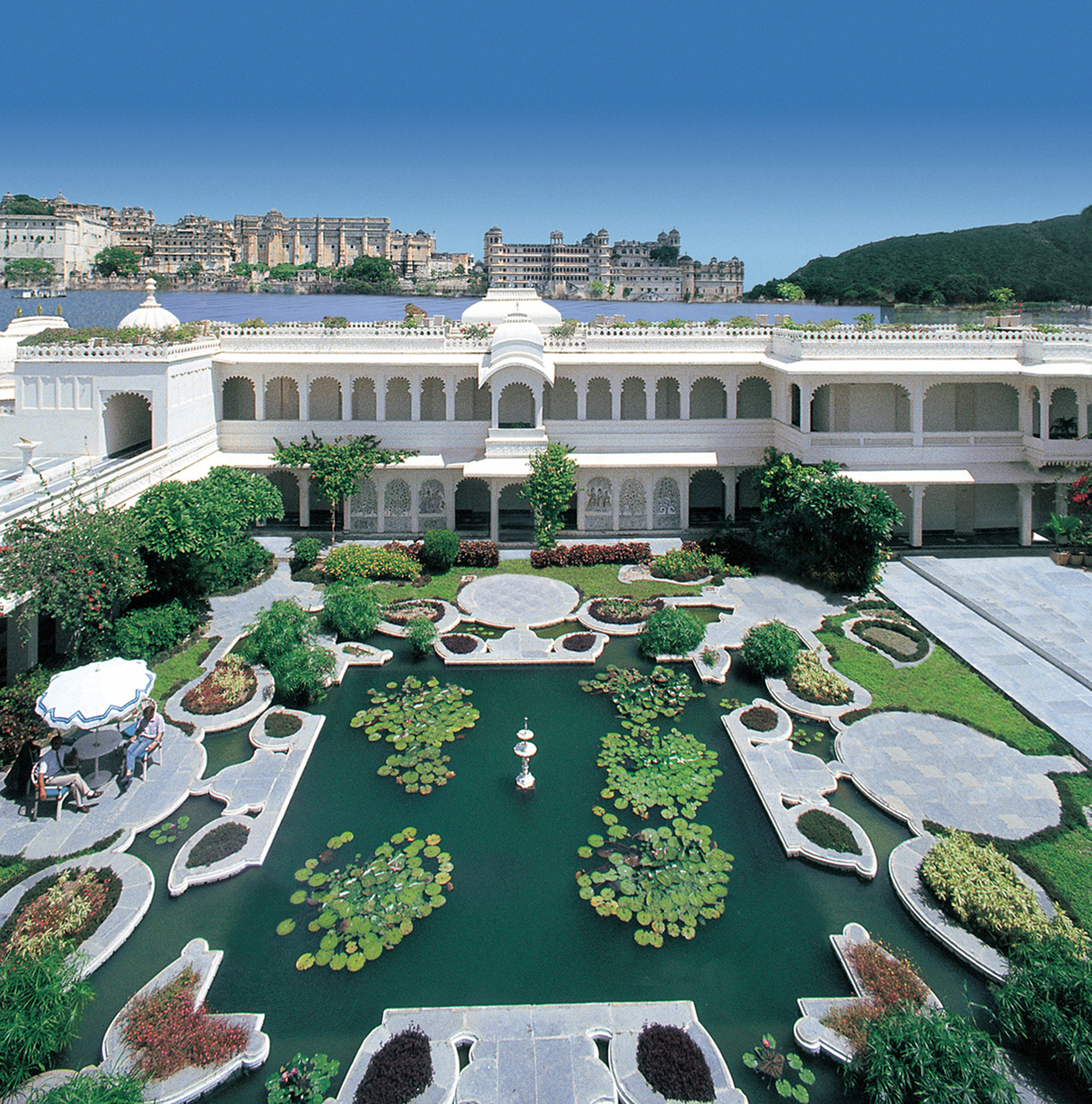
Innenhof mit Seerosenteich
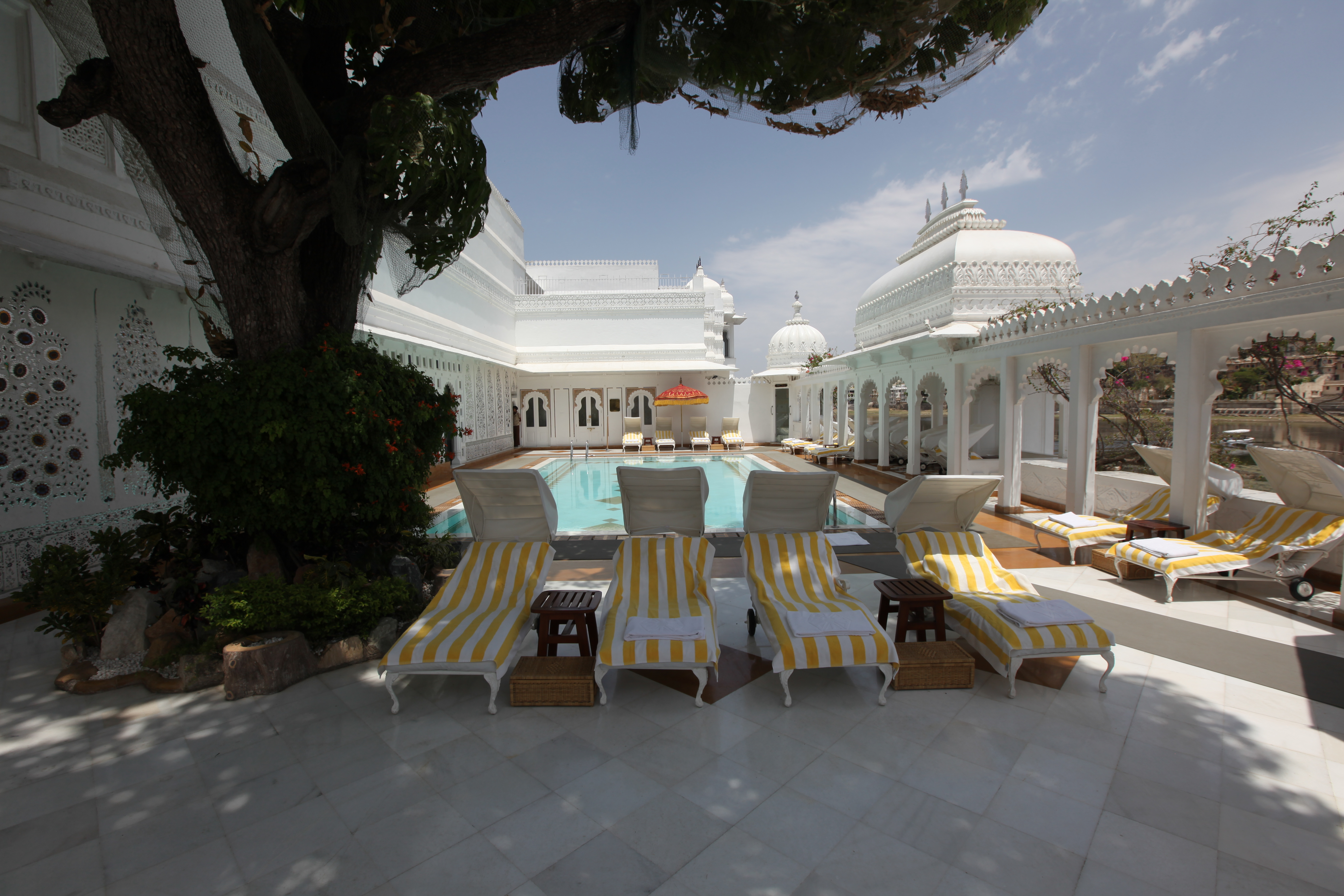
Poolbereich
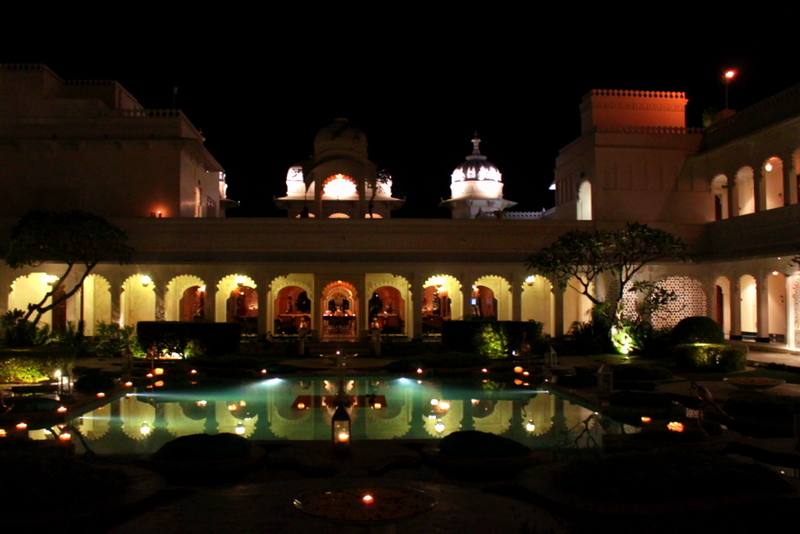
Innenhof bei Nacht
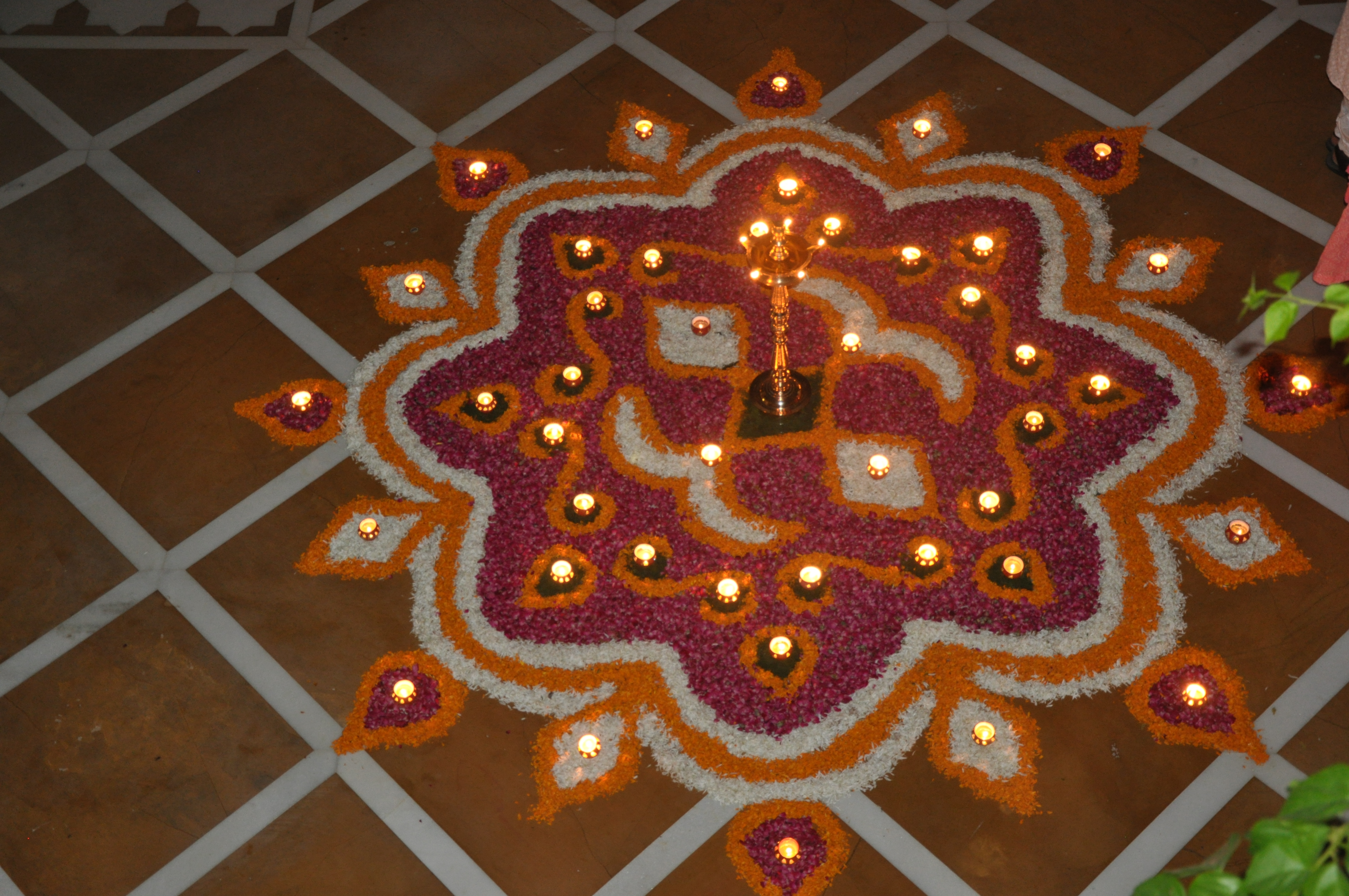
Blumenschmuck anlässlich des Diwali-Festes

## Trivia
Der Lake Palace diente, ebenso wie weitere Gebäude in Udaipur, mehreren Spielfilmen als Kulisse, so den Abenteuerfilmen Der Tiger von Eschnapur und Das indische Grabmal  in den Versionen von 1959 mit Debra Paget sowie dem Actionfilm James Bond 007 – Octopussy mit Roger Moore von 1983.